# アルパイン・パールズ
アルパイン・パールズ（アルプスの真珠）は、中央ヨーロッパの山岳国オーストリアのザルツブルク州ヴェルフェンヴェング村（Werfenweng）に拠点を置く、環境に優しい交通手段を利用したツーリズム（ソフト・モビリティー）を推進するための国際非政府組織（NGO）である。
2008年時点ではヨーロッパアルプス地方に位置する5つの国、オーストリア、ドイツ、イタリア、スロベニアおよびスイスの計23の自治体が加盟している。各加盟自治体はアルプス地方のパール（真珠）と呼ばれ、アルパイン・パールズという名前の由来となっている。

## 主要目的
- 持続可能性を考慮し、環境に負荷のかかるツーリズムや交通手段を最大限に排除し、景観の維持、自然保護、再生可能エネルギーの供給、ごみ削減や地域産物の活用を促進する
- 国境を越えたソフト・モビリティによるツアーを提案する
- 他のパールや団体とのソフト・モビリティ（環境にやさしい移動手段の利用）についての経験や情報の交換など、国境を越えた協力活動を行う
- 他のEU諸国をはじめ、州、自治体、経済界、交通業界、環境・ツーリズム団体、交通機関（バス・鉄道等）、旅行会社と協力して活動を行う
- 環境に配慮した経済発展を目標とし、専門企業との協力活動を行う
- アルプス協定（AlpineConvention）によって掲げられたツーリズムと交通に関する目標を実現させる

## 歴史
アルパイン・パールズはEU（欧州連合）によるプロジェクト、アルプス・モビリティー（Alps Mobility）の活動成果をオーストリア連邦農林・環境・水資源管理省（Lebensministerium）が更に後押しすることで発足され、2006年1月29日にNGOとして設立された。設立当初は5カ国17の自治体（パール）が加盟していたが、2007年にスロベニアのブレッド（Bled）を含む4つの自治体が新たに加入し現在に至る。

## 加盟自治体
2019年5月現在
- オーストリア - ヒンターシュトダー (Hinterstoder) 、ノイキルヘン (Neukirchen) 、 ヴァイセンゼー (Weissensee), ヴェルフェンヴェンク (Werfenweng) 、マルニッツ (Mallnitz),
- ドイツ - バート・ライヒェンハル (Bad Reichenhall) 、ベルヒテスガーデン (Berchtesgaden)
- チェレゾーレ・レアーレ (Ceresole Reale), コーニュ (Cogne) イタリア - シャモワ (Chamois) 、フォルニ・ディ・ソプラ (Forni di Sopra) 、モエーナ (Moena), モーゾ・イン・パッシーリア (Moos in Passeier), マッレス・ヴェノスタ (Mals ), リモーネ・ピエモンテ (Limone Piemonte) ラチネス (Racines) 、フーネス (Funes)
- スイス - アローザ (Arosa) 、インターラーケン (Interlaken), ディゼンティス (Disentis), レディアブルレ (Les Diablerets)
- スロベニア - ブレッド (Bled), ボーヒン (Bohinj)

## 環境に優しい交通手段を利用したツーリズム（ソフト・モビリティー）
ソフト・モビリティというコンセプトの中心となるのは、自家用車を使わずに過ごす休暇であり、移動時だけでなく滞在時にも自家用車の乗り入れを最小限に抑えた地域環境でリラックスした休暇をツーリストに楽しんでもらうことである。
パールへのアクセスまたはパール間のアクセスを快適な公共交通網を鉄道やバス会社と連携して整備することで利用者の負担を軽減し、最寄り駅から村までの近距離移動にはシャトルバスを運行させるなど自家用車が無くても問題なく休暇を過ごせるように配慮している。また、村内移動には24時間送迎サービスや電気自動車、電気自転車の利用、馬車による送迎などのサービスを提供している。
23の加盟自治体（パール）は環境に優しい移動手段を楽しむ休暇のための、地域性あふれる様々なツアーパッケージをツーリストに提供している。加盟自治体の中にはノルディック・ウォーキング、マウンテンバイク、乗馬、クロスカントリースキー、ラマを使ったトレッキングなどを公共機関で来たツーリストに格安で利用できるプランを提供するなど、自家用車で来たツーリストとのサービスの差別化を図っている。

## 加盟基準
アルパイン・パールズは最高水準の環境に配慮したツーリズムを行うため、自治体が加盟するに当たって様々な審査基準を設けている。すべてのパールがその高い質を維持するために、基準の遵守状況の調査、国境を越えた各パール間の継続的な情報交換、積極的なマーケティング活動をおこなっている。加盟基準は環境に優しい移動手段を提供するための条件だけではなく、地域資源を持続的に維持するための基準、例えば自動車乗り入れ禁止区域の整備、排水・ごみの削減、再生可能エネルギーの利用促進、地域文化の保護などを総括的に包含している。